# Kamensk-Uralskij

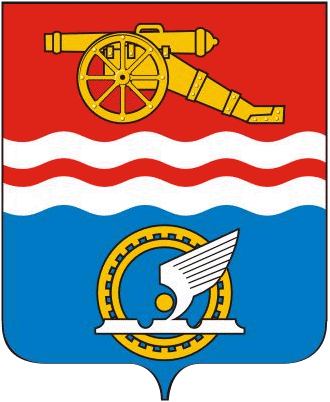
Kamensk-Uralskijs vapen.

Kamensk-Uralskij (ryska Ка́менск-Ура́льский) är den tredje största staden i Sverdlovsk oblast i Ryssland. 

## Administrativt område
Kamensk-Uralskij är indelad i två stadsdistrikt, samt administrerar även områden utanför själva centralorten. 
| Stadsdistrikt | Invånarantal 9 oktober 2002 | Invånarantal 14 oktober 2010 | Invånarantal 1 januari 2015 |
| ------------- | --------------------------- | ---------------------------- | --------------------------- |
| Krasnogorskij | 93 826                      | 89 326                       | 88 569                      |
| Sinarskij     | 92 327                      | 85 363                       | 82 353                      |
| STAD          | 186 153                     | 174 689                      | 170 922                     |
| Landsbygd     | 1 667                       | 1 883                        | 1 827                       |
| TOTALT        | 187 820                     | 176 572                      | 172 749                     |